# Кингдом Сити (Мисури)
Кингдом Сити (енгл. Kingdom City) град је у америчкој савезној држави Мисури.

## Демографија
По попису из 2010. године број становника је 128, што је 7 (5,8%) становника више него 2000. године.
| Група             | 2000.       | 2010.       |
| Белци             | 110 (90,9%) | 118 (92,2%) |
| Афроамериканци    | 8 (6,6%)    | 8 (6,3%)    |
| Азијати           | 0 (0,0%)    | 0 (0,0%)    |
| Хиспаноамериканци | 0 (0,0%)    | 1 (0,8%)    |
| Укупно            | 121         | 128         |